# Campylopus tallulensis
Campylopus tallulensis là một loài Rêu trong họ Dicranaceae. Loài này được Sull. & Lesq. mô tả khoa học đầu tiên năm 1856.